# 221 Nord 2.641 à 2.675
Les Atlantic 221 2.641 à 2.675 sont des locomotives à vapeur à tender séparé de la Compagnie des chemins de fer du Nord. Elles sont affectées aux trains de voyageurs. En 1938, au 1er janvier, elles deviennent à la région Nord SNCF 2-221 A 1 à 35.

## Genèse
À l'aube du XXe siècle, la Compagnie du Nord peut se targuer d'un réseau bien construit, au relief généralement facile, parcouru par un nombre croissant de dessertes très lucratives dans le domaine des marchandises comme des voyageurs avec, dans cette catégorie, de nombreux trains directs et grands express de luxe tels que le Nord-Express. En résulte un nombre important de locomotives spécialisées aux grandes vitesses, mises au point par les ingénieurs de la Compagnie.
Depuis la mise en service d'une nouvelle section entre Saint-Denis et Creil, un obstacle naturel se dresse sur la route des trains vers Lille, Calais et la frontière belge : la longue rampe de Survillers (de 5 mm/m) sur laquelle les express quittant Paris peinent à conserver leur allure.
Les locomotives "Outrance" de type 120 puis 220 à moteur à simple expansion ne suffisent plus à faire face à l'augmentation des poids des trains. À partir de 1886, les Chemins de fer du Nord font construire plusieurs prototypes et séries à moteur compound par la Société alsacienne de constructions mécaniques, sous la direction d'Alfred de Glehn.
Le premier prototype, la 701 de type 120, met en évidence les avantages du moteur compound. Il s'ensuit d'autres essais avec les machines de type 220 compound, pour arriver en 1900, au type 221 Atlantic.
Le cahier des charges stipulait que ces locomotives devaient parcourir une distance de 300 km en 3 heures avec une charge de 300 tonnes au crochet.
La compagnie du Nord commande alors 2 locomotives à la SACM : les 2.641 et 2.642. Devant leurs excellents résultats — jusqu'à 132 km/h en pente descendante avec un train de 200 t et 120 km/h en rampe de 5 ‰ avec un train de 305 t, soit un effort de traction de plus de 880 ch et une vitesse moyenne de 100 km/h sur un parcours d'essais de Paris à Tergnier — il fut décidé de construire une série de 33 autres machines, immatriculées 2.643 à 2.675.
Une locomotive de type Atlantic ayant une architecture similaire, fut fabriquée en 1905 par Schneider et l'ingénieur Du Bousquet. La différence résidait dans la mise en place d'un foyer aquatubulaire, dans le but d’accroître les performances. Elle était immatriculée 2.741.
Plus tard, cette dernière est modifiée en 222 puis 230 et est ré-immatriculée 3.999.

## Construction
La construction des machines s'étale sur quatre ans par : 
- La Société alsacienne de constructions mécaniques (SACM)
- La Compagnie de Fives-Lille
- La Société française de constructions mécaniques (SFCM) à Denain (Anciens Établissements Cail)

| Nord N°        | SNCF N°         | Quantité | Constructeurs | N° constructeur | Année | Commentaire |
| -------------- | --------------- | -------- | ------------- | --------------- | ----- | ----------- |
| 2.641 et 2.642 | 2-221 A 1 et 2  | 2        | SACM          | 4999 et 5000    | 1900  | prototypes  |
| 2.643 à 2.660  | 2-221 A 3 à 20  | 18       | SACM          | 5138 à 5155     | 1902  |             |
| 2.661 à 2.670  | 2-221 A 21 à 30 | 10       | SFCM          | 2603 à 2612     | 1903  |             |
| 2.671 à 2.675  | 2-221 A 31 à 35 | 5        | Fives-Lille   | 3237 à 3241     | 1904  |             |

## Description

### Machine

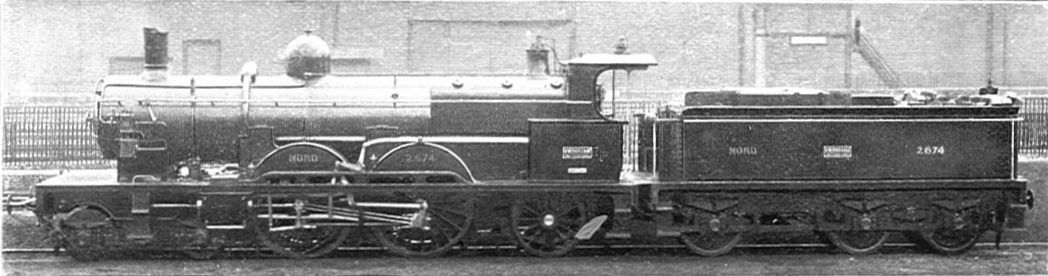
L'Atlantic 2.674

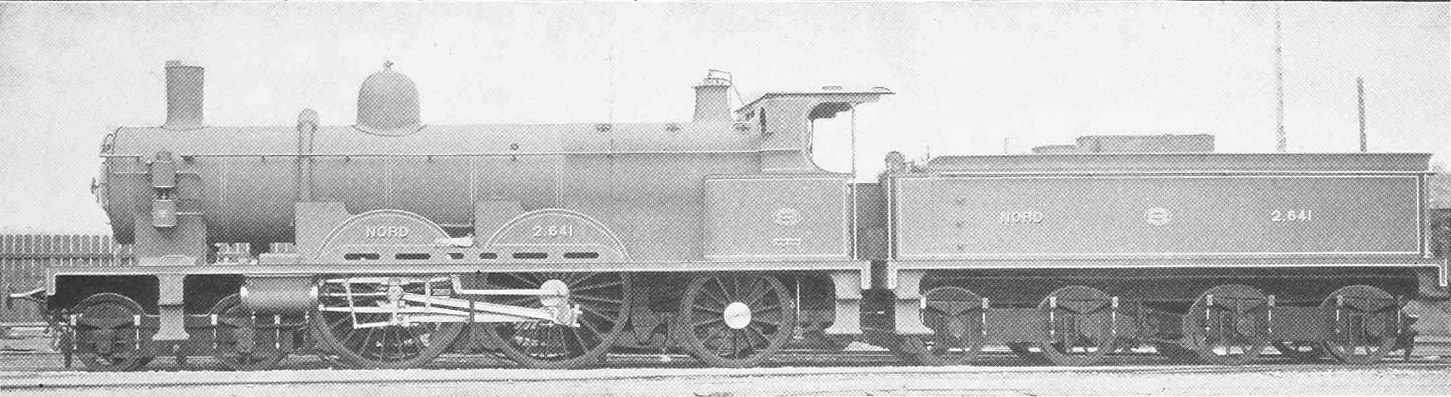
Locomotive 2.641 prototype de la série, livrée par la SACM.

Les Atlantic Nord étaient des locomotives compound de Glehn à 4 cylindres à foyer Belpaire. En comparaison avec les 220 Nord compound, le timbre de la chaudière monte à 16 kg/cm2 au lieu de 15 ; le foyer est porté à 2,74 m de long ; la chaudière est plus large et plus longue, avec 126 tubes à ailettes "Serve" au lieu de 107 et les cylindres basse pression (BP) ont 560 mm de diamètre contre 530 avec des tuyaux et ouvertures plus amples pour conduire la vapeur aux cylindres BP et HP. Les grandes roues motrices ont un diamètre plus contenu (2 040 mm au lieu de 2 130) et sont rapprochées au maximum afin de diminuer la longueur des bielles, améliorant la stabilité de la machine qui possède aussi dans ce but un essieu porteur sous le foyer.
Par rapport aux prototypes 2.641 et 2.642, le reste de la série a quelques différences. Le bogie avant a été allongé pour améliorer la stabilité, son empattement passant de 1,80 m à 2,10 m. Cela a rendu nécessaire le remplacement des tenders de 20 m3 à boggies par des tenders de 19 m3 à 3 essieux afin de ne pas dépasser le gabarit des plaques tournantes de 17 m alors très répandues au Nord.

### Tenders
Les 221 A ont été accouplées à divers tenders durant leur carrière :
- 20 m3 (à boggies) d'une capacité de 20 m3 d'eau et 5 tonnes de charbon. Tender d'origine des 2.641 et 2.642.
- 19 A (à 3 essieux) d'une capacité de 19,2 m3 d'eau et 4 tonnes de charbon. Tender d'origine du reste de la série.
- 23 A (à 3 essieux) d'une capacité de 23 m3 d'eau et 6 tonnes de charbon. Utilisés à partir de 1910, ils avaient une rehausse à fond incliné permettant ainsi d'amener le charbon à portée de la pelle du chauffeur.
- 31 A (à boggies) d'une capacité de 31,5 m3 d'eau et 7 tonnes de charbon. Ces tenders d'origine prussienne sont adoptés à partir de 1920, leur capacité rendant plus aisés les longs parcours. Leurs boggies sont modifiés.
- 18 m3 (à boggies) d'une capacité de 18 m3 d'eau et ? tonnes de charbon. Ils sont issus de la réforme des 220.
- 37 A (à boggies) d'une capacité de 37 m3 d'eau et 9 tonnes de charbon. Dernier tender que les Atlantic reçurent, ils sont utilisés après 1930 et jusqu’à la fin de leur carrière. Leur aspect massif et imposant dénature la ligne racée de la locomotive.

### Livrée
Les Atlantic sortent d'usine en livrée marron chocolat à filets jaunes et traverses rouges avec filet blanc pour celle de tête. Ces couleurs, typiques de la Compagnie des chemins de fer du Nord, ont été appliquées pour la première fois sur cette série de machines. Cette livrée fut ensuite appliquée à l'ensemble des locomotives compound du réseau. Elle ferait référence aux vêtements de la domesticité des Rothschild.
Après la nationalisation de 1938, la livrée appliquée progressivement est le classique vert extérieur 306 et noir mais avec filets jaunes et marquages peints, habituels à la région Nord SNCF.

## Utilisation et services
Les 35 Atlantic sont affectées aux dépôts d'Abbeville, Amiens, Aulnoye, Boulogne, Calais, Creil, Dunkerque, Fives, La Chapelle, Le Bourget, Lille et Tourcoing. Au cours de leurs carrières, elles verront leurs performances accrues par l'ajout d'un surchauffeur Schmidt à partir de 1910. D'autres recevront un surchauffeur type E ou un réchauffeur ACFI. Quelques machines ont reçu un échappement Lemaître. Les 221 commencent leur carrière en tête de prestigieux trains comme L'Oiseau Bleu, le Nord-Express ou encore le Peninsular Express (nl). Les 231 SuperPacific et Chapelon les détrôneront peu à peu. Des 232 Baltic seront étudiées pour les remplacer mais le projet ne dépassera pas les prototypes.

## Descendance

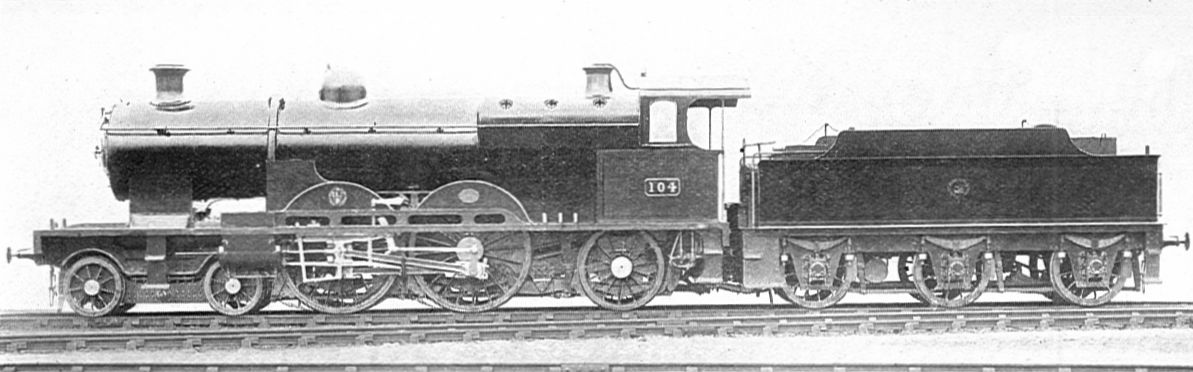
Atlantic n°104 du Great Western, baptisée "Alliance".

Face à la réussite de la série, des locomotives similaires seront commandées à la SACM de Belfort puis par d'autres constructeurs pour plusieurs chemins de fer français et étrangers.
En France, la Compagnie des chemins de fer de l'Est commanda 2 machines (221 Est 2601 et 2602), la Compagnie des chemins de fer du Midi 30 (221 Midi 1901 à 1916 et 1921 à 1634), la Compagnie du chemin de fer de Paris à Orléans 14 (221 PO 3001 à 3014) d'une version améliorée que commandera aussi l'Administration des chemins de fer de l'État à la SFCM (221 État 2951 à 2960). Les ingénieurs du P.O. en dériveront aussi une version Ten wheel à trois essieux moteurs 230 PO 4001 à 4084 qui donnera lieu à plusieurs séries construites pour l’État français et belge.
Les Chemins de fer de l’État belge copient à la fois les Ten Wheel et Atlantic du P.O. ; les secondes étant classées dans le type 6 (12 locomotives assemblées par Cockerill). À noter qu'une évolution des Ten Wheel (type 8bis à surhauffe) y était encore utilisée en 1962.
Ailleurs dans le monde, le Great Western Railway britannique en commande trois (la GWR 102 La France (en) de type "Nord" et les 103-104 (en) basées sur celles du P.O.). Aux U.S.A., le Pennsylvania Railroad, commande une machine (en). Ces dernières auront une carrière plus courte. On retrouve même des Atlantic de cette famille construites pour un réseau Égyptien.
La chaudière développée pour les Atlantic Nord se retrouve en outre sur deux autres locomotives emblématiques de cette compagnie, les 230 Nord 3.513 à 3.662 et les 031+130 T "Du Bousquet".

## Machine préservée

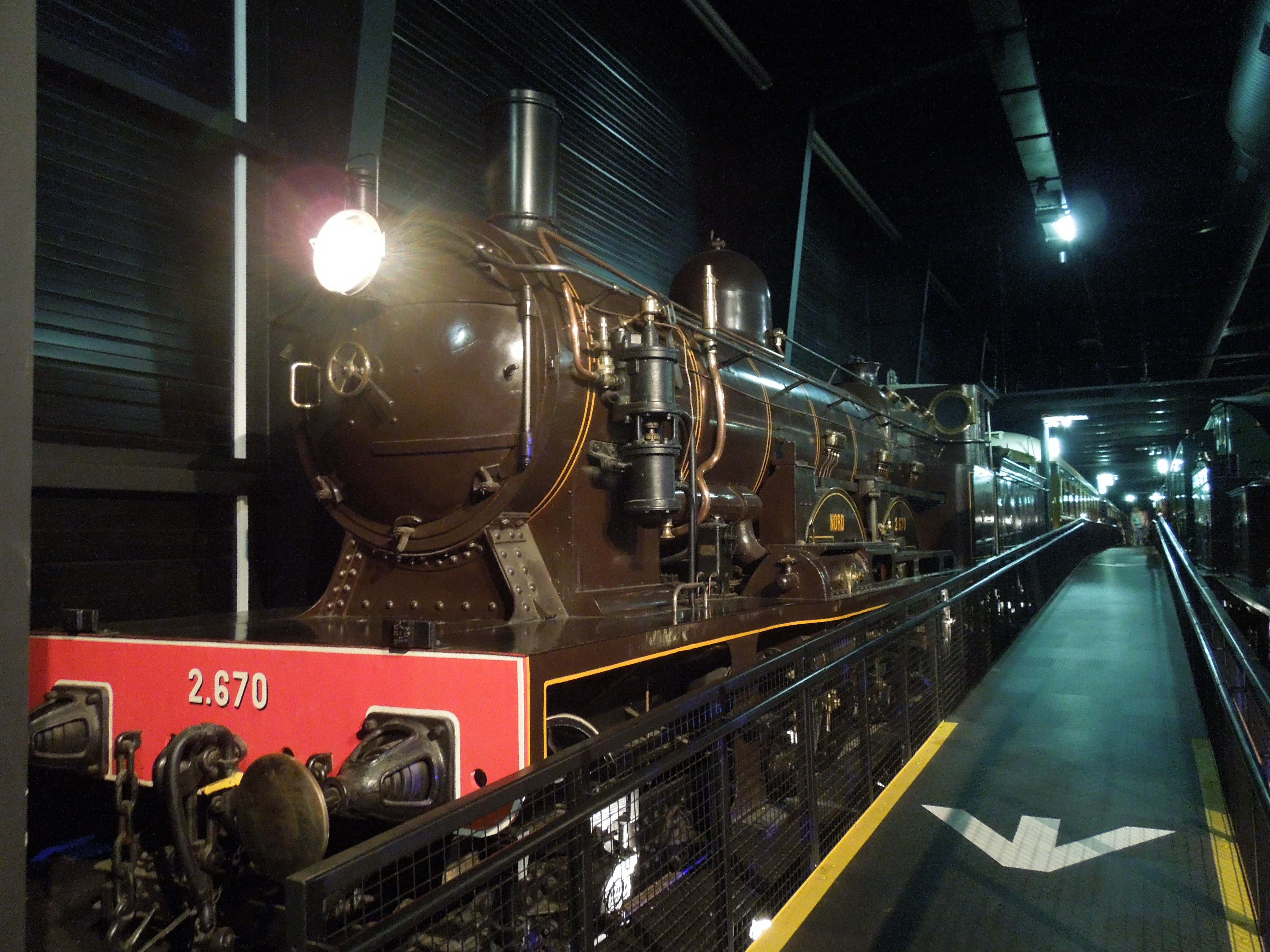
L'Atlantic 2.670 à la Cité du train.

Seule la 221 A 30 (ex 2.670) est exposée à la Cité du train de Mulhouse en livrée chocolat typique de la Compagnie du Nord. Elle est attelée à son tender d'origine de 19 m3 à 3 essieux. Elle fut préférée à la 221 A 13 (ex 2.653) jugée en moins bon état. La 2.670 a été restaurée en 1969 par le dépôt de Laon dans son aspect de 1912, c'est-à-dire avec surchauffeur.

## Modélisme
Les 2-221 A 3 à 35 ont été reproduites à l'échelle HO par :
- le fabricant anglais DJH Model Loco, sous forme de kit à monter (principalement en métal blanc). Le fabricant propose 2 tenders différents : soit un 19 m3 à trois essieux, soit l'imposant 37 m3 à boggies.
- la firme suisse de haut de gamme Fulgurex en 2005, sous forme de modèles en laiton assemblés en série limitée de 200 pièces. Fulgurex proposait 3 versions différentes : la 221 A 22 avec tender 19 m3 en livrée SNCF, la 2.670 avec tender 19 m3 et la 2.662 avec tender 37 m3 en livrée Nord.
- le fabricant Altaya, avec un tender 19 m3 en livrée Nord.

Il est intéressant de constater que seuls 2 tenders ont fait l'objet de reproductions, bien que des amateurs ont modifié des tenders Roco de 1-230 G pour reproduire une 221 A avec tender de 31,5 m3.
A l'échelle O, l'artisan anglais Sans Pareil a proposé un kit à monter en 2008.